# Avila Adobe
Avila Adobe – budynek wzniesiony w 1818 roku przez burmistrza Los Angeles – Don Francisco Avila, jest najstarszym stojącym do dziś budynkiem w Downtown Los Angeles. Rezydencja zlokalizowana przy historycznym deptaku Olvera Street, będącym częścią Los Angeles Plaza Historic District. Budynek wpisany jest do rejestru National Register of Historic Places pod pozycją 145.
Ściany Avila Adobe mają grubość od 75–90 cm i zbudowane są z suszonej cegły. Oryginalne stropy miały 4,6 m wysokości i wspierały się na topolowych belkach pozyskiwanych z drzew rosnących nad brzegami rzeki Los Angeles. Budynek w przeszłości pokryty był płaskim dachem.
Oryginalna podłoga była rodzajem klepiska z twardej jak beton ubitej ziemi, zamiatanej kilka razy dziennie w celu utrzymania gładkiej powierzchni i usunięcia z niej luźnej ziemi. W późniejszych latach podłoga pokryta została lakierowanymi deskami.
Asfalt wydobywany był z pobliskiego Rancho La Brea. Smoła mieszana była z kamieniami i końskim włosiem, tworząc materiał budowlany i spoiwo stosowane do uszczelniania dachu.

## Galeria

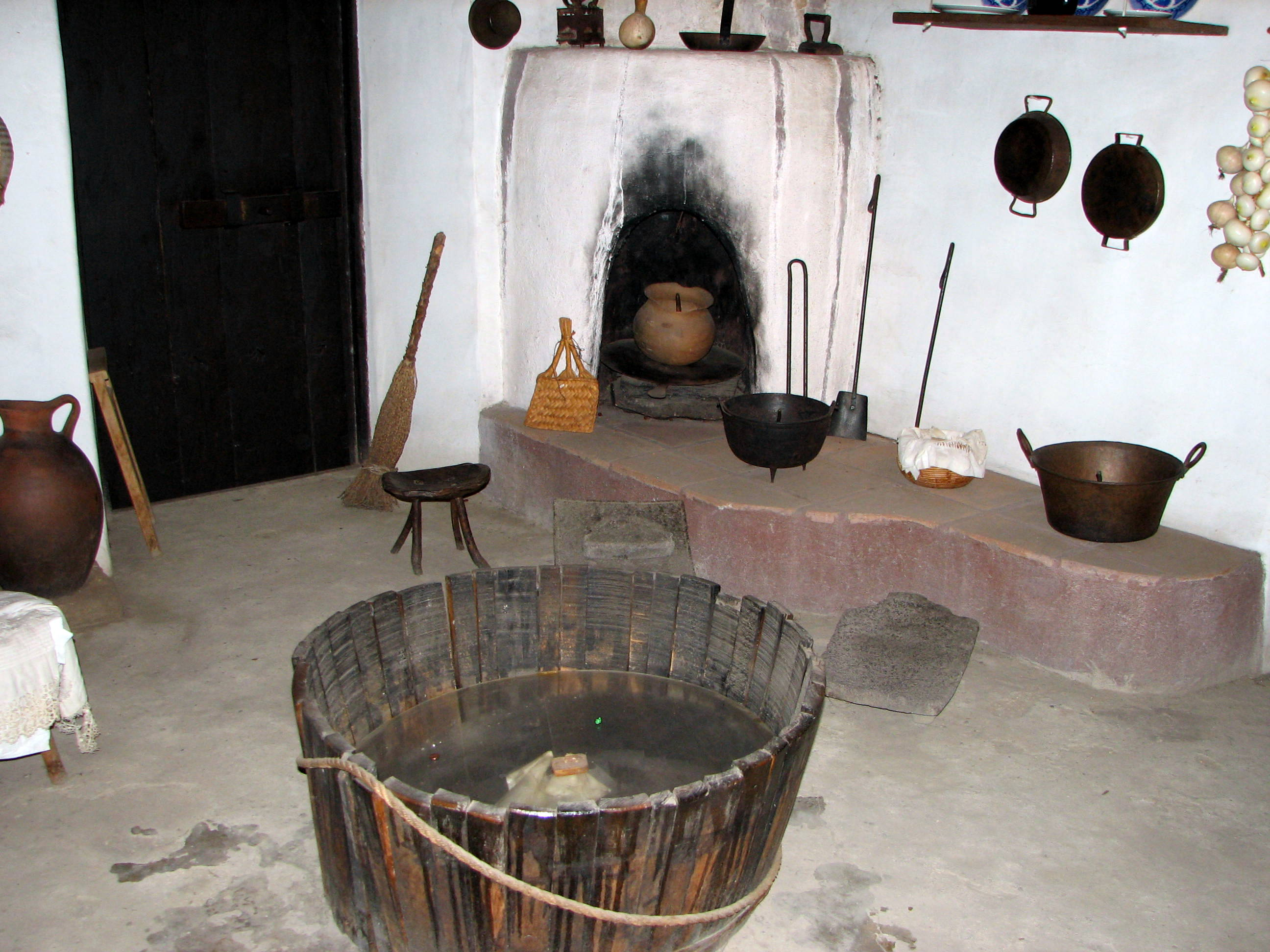
Kuchnia
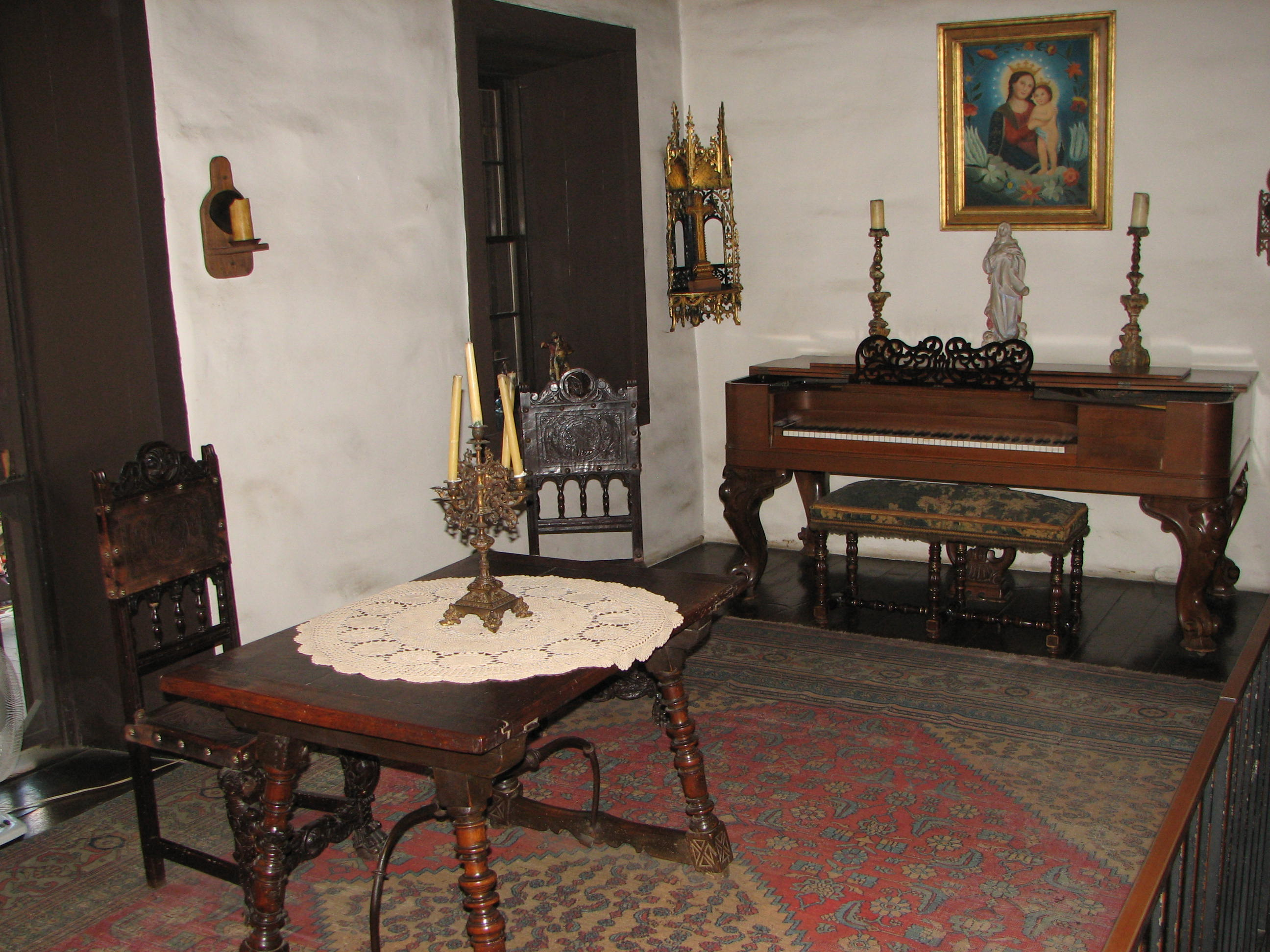
Salon
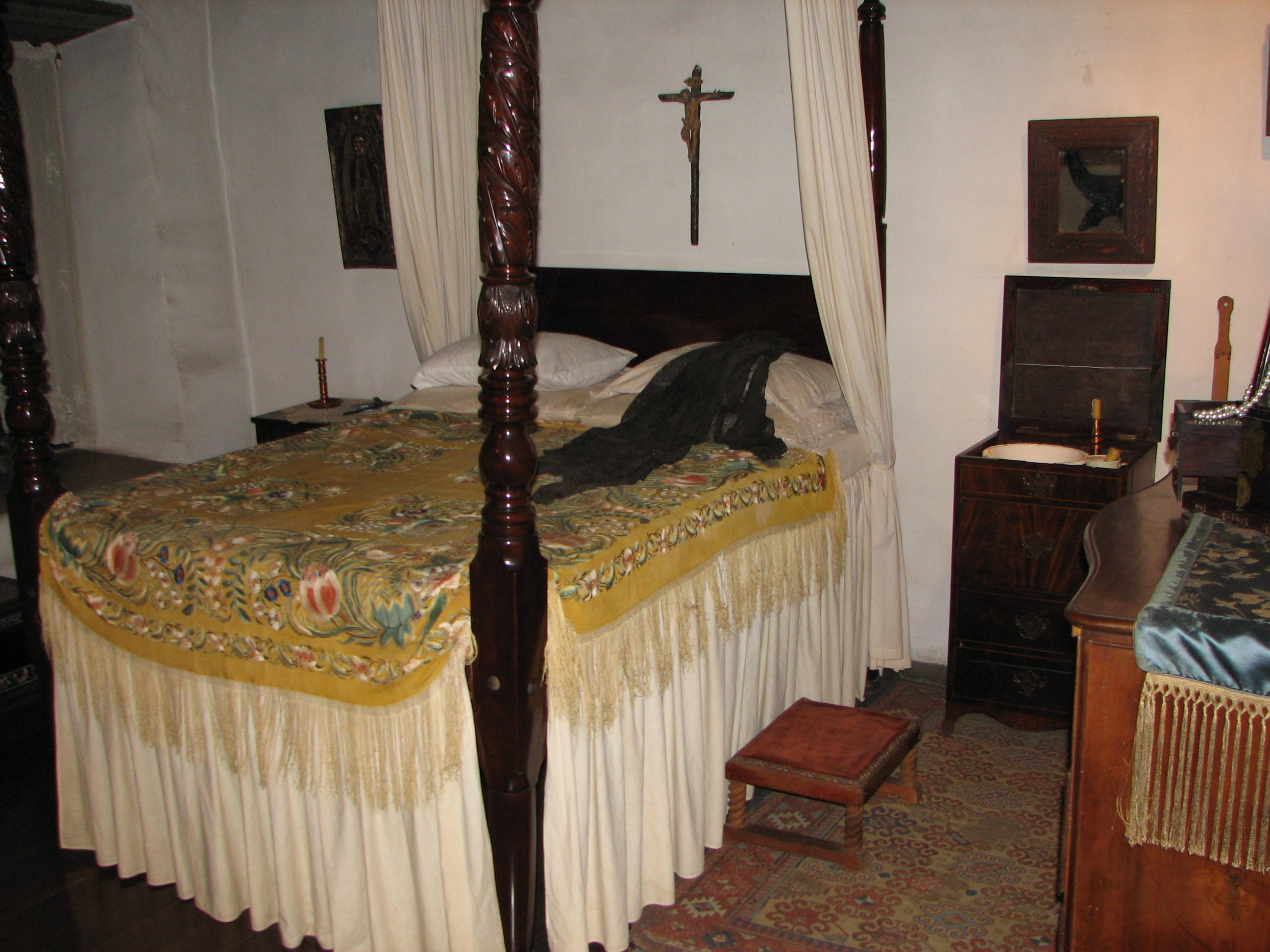
Sypialnia